# Plumaugat
Plumaugat é uma comuna francesa na região administrativa da Bretanha, no departamento Côtes-d'Armor. Estende-se por uma área de 40,21 km². Em 2010 a comuna tinha 1 093 habitantes (densidade: 27,2 hab./km²).